# Lasiopogon shermanni
Lasiopogon shermanni là một loài ruồi trong họ Asilidae. Lasiopogon shermanni được Cole & Wilcox miêu tả năm 1938. Loài này phân bố ở vùng Tân Bắc giới.